# Szegedi Katalin
Szegedi Katalin (Budapest, 1963. október 18. –) magyar festő- és grafikusművész, könyvillusztrátor.

## Életpályája
Az angyalföldi általános iskolában tanult. 1978–1982 között a Berzsenyi Dániel Gimnáziumban folytatta tanulmányait. Ezután elvégezte a kétéves Dekoratőr Iskolát is. Felvételt nyert az Iparművészeti Főiskolára is, ahol az alkalmazott grafika-könyvtervezés szakra járt. Két grafikus; Pálfi György és Árendás József voltak mesterei. 1989-ben végzett itt. Az első könyve 1989-ben jelent meg. 1991-ben szerzett diplomát az egyetem Mesterképző Intézetében. 1991–2000 között rajzot tanított a pilisborosjenői általános iskolában, majd felnőtt fiatalokat oktatott grafikára Kaposváron. Emellett a budapesti Kolibri Színház előadásaihoz tervezett bábokat.

## Családja
Szülei Szegedi Róbert és Miltz Magdolna voltak. Egy húga és egy öccse van. Férjével három gyermeket nevelnek.

## Önálló kötetei
- Álomcirkusz (2002)
- Lenka (2010)
- Palkó (2013)
- Kocsonyakirályfi (2016)

## Illusztrációival megjelent könyvek
- Blaskó Mária: Történetek egy legendás kisfiúról (Lánchíd Kiadó, Budapest, 1989)
- Szabó Mária: A Tarot (Lánchíd Kiadó, Budapest, 1990)
- Könczey Réka – Nagy Andrea: Zöldköznapi kalauz (Föld Napja Alapítvány, Budapest, 1992)
- Fried Ilona: Giocando s’impara (Fondazione Ponte; Budapest, 1993)
- Halász Margit: Isten tehenei (Független Alkotók Országos Szövetsége, 1993)
- Gianni Rodari: Meséld Te a végét! (Fondazione Ponte, Budapest, 1994)
- Morgenstern: Fisches Nachtgesang (Mágus Kiadó, Budapest, 1994)
- Mark Twain: Taming the Bicycle (Mágus Kiadó, Budapest, 1995)
- Edith Nesbit: Az elvarázsolt kastély (Mágus Kiadó, Budapest, 1997)
- Papp Ágnes: Mit, kinek, hogyan? (InoxCor Bt. Budapest, 1998)
- Gyárfás Endre: Márkus Mester, ezermester (General Press Kiadó, Budapest, 1998)
- Osvát Erzsébet: Meglepetés (Móra Kiadó, Budapest, 1999)
- Ludwig Bechstein: Az elvarázsolt királykisasszony (General Press, 1999)
- Sebők Éva: Millabella (Móra Kiadó, Budapest, 2000)
- Gianni Rodari: Kétszer volt, hol nem volt (2001)
- Sharon Stewart: Anasztázia (Móra Kiadó, Budapest, 2001)
- Gaby Schuster: Padszomszédok (Móra Kiadó, Budapest, 2001)
- Aggeliki Papasileka: Cleio who Cried (Papadopoulos Publishing, Athén, 2001)
- Gaby Schuster: Merész tervek (Móra Kiadó, Budapest, 2002)
- Gaby Schuster: Smaragdmedál (Móra Kiadó, Budapest, 2002)
- Gaby Schuster: Négy jó barát (Móra Kiadó, Budapest, 2004)
- Wieber Orsolya: Kiskarácsonyi Nagy Mikuláskönyv (BestLine Kiadó, 2002)
- Petre Ispirescu: A hegyek tündére (General Press, 2002)
- Kostas Poulos: Ice Creams Wont Last for Long (Papadopoulos Publishing, Athén, 2002)
- Josephine Nobisso: Az imádság súlya (Gingerbread House, New York, 2002)
- Gaby Schuster: A két detektív (Móra Kiadó, Budapest, 2003)
- Neményiné Gyimesi Ilona: Hogyan kommunikáljunk tárgyalás közben? (KJK, Budapest, 2003)
- Gaby Schuster: A titok (Móra Kiadó, Budapest, 2003)
- Sissy Kaplani: Calendar for Woman 2003 (Papadopoulos Publishing, Athén, 2003)
- Alexandra Bizi: Flabelino (Papadopoulos Publishing, Athén, 2003)
- Johann Wolfgang von Goethe: Der Zauberlehrling (Papadopoulos Publishing, Athén, 2003)
- Sissy Kaplani: Calendar for Woman 2004 (Papadopoulos Publishing, 2004)
- Fráter Zoltán: Mesék az Operaházból (Elektra Kiadóház, Budapest, 2004)
- Alekszej Tolsztoj: Aranykulcsocska, avagy Burattino kalandjai – General Press, 2004
- Sissy Kaplani: Calendar for Woman 2005 (Papadopoulos Publishing, Athén, 2005)
- Jacob és Wilhelm Grimm: Rapunzel (Kyowon Publishing, Szöul, 2005)
- Margo Sorenson: Ambrose and the Princess (Liturgical Press, Minnesota, 2005)
- Kányádi Sándor: Kecskemesék (Cartaphilus Kiadó, Budapest, 2005)
- Garai Péter Sándor: Fordulatok (2005)

## Egyéni kiállításai
- 1995, 1999, 2002, 2004-2005 Budapest
- 2000, 2005 Göd
- 2002 Pilisborosjenő
- 2004 Szombathely, Veszprém

## Díjai
- Kozma Lajos Kézműves Iparművészeti Ösztöndíj (1992)[5]
- a Szép Magyar Könyv versenyen első helyezett lett három könyve a gyermekkönyvek kategóriában (2001, 2003, 2005)
- Josephine Nobisso Az imádság súlya című általa illusztrált mű harmadik helyezett lett a „Legszebben tervezett és illusztrált könyv” elnevezésű versenyen az Egyesült Államokban (2003)
- Olaszországban a Scarpetta D’Oro nevű nemzetközi illusztrációs pályázaton részesítették kimagasló dicséretben a pályamunkáját (2004)
- Év Illusztrátora (2005)
- Rapunzel című könyvét az év egyik legszebb könyvének választotta a Koreai Kiadók és Könyvterjesztők egyesülete Dél-Koreában (2006)